# Ignaz Unterberger
Ignaz Unterberger, född den 24 juli 1748 i Cavalese, död den 4 december 1797, var en österrikisk målare. Han var bror till Christoph Unterberger.
Unterberger målade kyrkobilder och var även kopparstickare.